# Черепанов, Геннадий Степанович
Геннадий Степанович Черепанов (18 февраля 1925, с. Некрасово, Белоярский район, Уральская область, РСФСР, СССР — 29 июля 1997, Екатеринбург, Россия) — Герой Социалистического Труда (1971), фрезеровщик Уральского электромеханического завода Министерства среднего машиностроения СССР в городе Свердловске, участник Великой Отечественной войны.

## Биография
Родился 18 февраля 1925 года в селе Некрасово Белоярского района Уральской области (ныне село в Белоярском районе Свердловской области) в крестьянской семье. Закончил семилетнюю школу.
Свою трудовую деятельность начал с сентября 1941 года в качестве ученика фрезеровщика на заводе № 707 Наркомсудпрома СССР в Свердловске.
В январе 1943 года был призван в Красную Армию, в 1944 году был разведчиком 57-го гвардейского кавалерийского полка 15-й гвардейской кавалерийской дивизии 7-го гвардейского кавалерийского корпуса 1-го Белорусского фронта в звании гвардии красноармеец.
В 1946 году был демобилизован, вернулся на родной «Завод № 707» Минсудпрома СССР, который затем стал именовать «Завод № 333» Минсредмаша СССР, а с 1969 года «Уральский электромашиностроительный завод» (УЭМЗ).
Скончался 29 июля 1997 года. Похоронен на Лесном кладбище Екатеринбурга.

## Награды
За свои достижения был награждён:
- 03.09.1944 — медаль «За отвагу»[2];
- 1962 — орден «Знак Почёта»;
- 26.04.1971 — звание Герой Социалистического Труда с вручением золотой медали Серп и Молот и ордена Ленина «за выдающиеся успехи в выполнении заданий пятилетнего плана по выпуску специальной продукции, внедрению новой техники и передовой технологии».